# Hollnich (Habscheid)
Hollnich ist ein Ortsteil der Ortsgemeinde Habscheid im Eifelkreis Bitburg-Prüm in Rheinland-Pfalz.

## Geographische Lage
Hollnich liegt südlich von Habscheid in einer Entfernung von rund 500 m. Der Ort liegt in einem leichten Tal und ist überwiegend von landwirtschaftlichen Nutzflächen sowie Waldbestand im Osten umgeben. Östlich von Hollnich fließt der Bierbach, südlich des Ortes der Bohrwiesbach. Südöstlich von Hollnich verläuft das Landschaftsschutzgebiet „Bierbachtal zwischen Hollnich und Masthorn“. Zum Ortsteil Hollnich gehören zudem die Wohnplätze Auf dem Rehbüsch, Hof Hallert, Hof Unter dem Rehbüsch, Hollnichermühle und Ritzfeld.

## Geschichte
1940 legte man südlich von Hof Hallert einen Schützengraben an und stieß hierbei auf einen römischen Töpferofen. Entdeckt wurde Keramik aus dem frühen 2. Jahrhundert n. Chr. Hierbei handelt es sich hauptsächlich um Krüge und Reibschüsseln in unterschiedlichen Formen und Größen. Somit ist von einer frühen Besiedelung des Gebietes auszugehen.
Die Orte Habscheid und Hollnich gehörten bis zum Ende des 18. Jahrhunderts zum Kondominium Pronsfeld.
Am 1. Januar 1972 wurde die bis dahin selbständige Gemeinde Hollnich mit damals 194 Einwohnern nach Habscheid eingemeindet.

## Kultur und Sehenswürdigkeiten

### Kapelle
Innerhalb der Ortslage von Hollnich befindet sich die Filialkapelle der Muttergottes. Bekannt ist, dass sie 1951 von privater Seite errichtet wurde. Im Zuge von Straßenbaumaßnahmen erfolgte 1973 eine Versetzung an den heutigen Standort.

### Wegekreuze
Auf dem Gemeindegebiet befinden sich insgesamt zehn Wegekreuze. Zwei davon stehen heute unter Denkmalschutz. Eines davon ist ein Schaftkreuz aus dem Jahre 1792. Bei dem anderen Kreuz handelt es sich um ein Balkenkreuz aus Schiefer mit der Bezeichnung 1816.

### Mühle / Westwallbunker
Wenig südöstlich von Hollnich wurde einst eine Mühle am Bierbach betrieben. Genauere Angaben hierzu liegen nicht vor.
Auf dem Gemeindegebiet befinden sich insgesamt sechs Bunkeranlagen des ehemaligen Westwalls. Es handelt sich um zwei Bunker ohne Kampfräume, zwei Schartenstände, einen Feldkanonenstand und einen Sanitätsstand.
Siehe auch: Liste der Kulturdenkmäler in Habscheid

### Naherholung
Rund um Habscheid existieren mehrere Wanderwege. Bekannt ist vor allem der Wanderweg 17 des Eifelvereins mit einer Länge von rund 27 km. Dieser führt ebenfalls durch Hollnich und kann zeitlich in rund 6 Stunden bewandert werden. Passiert werden unter anderem die Orte Pronsfeld, Habscheid, Kesfeld und Üttfeld.

## Wirtschaft und Infrastruktur

### Unternehmen
Im Ort sind mehrere Unternehmen ansässig. Hierzu zählen einen Taxiunternehmen, ein Fahrradgeschäft, Montagebau-Unternehmen und eine Kfz-Werkstatt.

### Verkehr
Hollnich ist durch die Kreisstraße 108 erschlossen und liegt wenig südlich der Landesstraße 16.